# Manamansalo
Manamansalo je najveći otok u jezeru Oulujärvi, petom najvećem jezeru u Finskoj. Administrativno pripada općini Vaala u Sjevernoj Ostrobotniji, ili Kainuu do 2016. To je sedmi po veličini unutarnji otok u Finskoj, odnosno peti po veličini ako se Soisalo i Sääminginsalo ne računaju kao otoci.

## Geografija
Manamansalo se nalazi između područja Ärjänselkä i Niskanselkä (fjardovi) Oulujärvija.
Glavno selo na otoku poznato je i kao Manamansalo, a veća sela su Puronranta i Unelanperä.
Kroz otok prolazi cesta 8820 (Manamansalontie). Sjeveroistočni dio ima most povezan s kopnom, ali prijelaz preko tjesnaca Alassalmi na jugozapadu mora se obaviti trajektom Alassalmi.

## Povijest
Manamansalo su naselili Finci u 16. stoljeću. Prvi put se spominje 1555. godine u sastavu župe Liminka. Ime Manamansalo otprilike znači "šumoviti otok smrti", što sugerira da su ga koristili lovci kao grobni otok.
Prva crkva u cijelom Kainuuu sagrađena je na Manamansalu 1559. Postao je središte župe Oulujärvi, koja se te godine odvojila od Liminke. Crkvu su uništili Rusi 1581. godine, nakon čega je župa Oulujärvi reintegrirana u Liminku. U Paltaniemiju je 1599. sagrađena nova crkva, nakon čega je ponovno uspostavljena župa poznata kao Paltamo. Manamansalo je ostao dio Paltama sve dok Säräisniemi nije odvojen od njega 1864. Općina Säräisniemi preimenovana je u Vaala 1954. nakon što je njeno sjedište premješteno iz sela Säräisniemi u selo Vaala.
Crkva na otvorenom sagrađena je na otoku 1959. godine u spomen na 400. obljetnicu prvotne crkve. Nalazi se na istom mjestu kao i crkva iz 16. stoljeća.
Zvono crkve iz 16. stoljeća pronađeno je u Soloveckom samostanu u Rusiji 1970-ih, a tamo je doneseno 1596.

## Vanjske poveznice
|  | Zajednički poslužitelj ima još gradiva o temi Manamansalo |